# Hejőbába
Hejőbába este un sat în districtul Tiszaújváros, județul Borsod-Abaúj-Zemplén, Ungaria, având o populație de 1.935 de locuitori (2011). 

## Demografie
Componența etnică a satului Hejőbába
     Maghiari (83,35%)
     Romi (15,86%)
     Necunoscut (0,39%)
     Alții (0,39%)
Componența confesională a satului Hejőbába
     Romano-catolici (46,77%)
     Reformați (14,37%)
     Fără religie (4,96%)
     Greco-catolici (1,14%)
     Necunoscută (32,35%)
     Atei (0,41%)
     Alte religii (0,98%)
Conform recensământului din 2011, satul Hejőbába avea 1.935 de locuitori. Din punct de vedere etnic, majoritatea locuitorilor (83,35%) erau maghiari, cu o minoritate de romi (15,86%). Apartenența etnică nu este cunoscută în cazul a 0,39% din locuitori. Nu există o religie majoritară, locuitorii fiind romano-catolici (46,77%), reformați (14,37%), persoane fără religie (4,96%) și greco-catolici (1,14%). Pentru 32,35% din locuitori nu este cunoscută apartenența confesională.